# Erechthias mystacinella
Erechthias mystacinella es una polilla del género Erechthias, familia Tineidae. Se encuentra en el Territorio de la Capital Australiana, Tasmania y Victoria.

## Descripción
Su envergadura es de aproximadamente 14 mm.
Se ha encontrado que las larvas se alimentan y viven dentro de agallas y tallos dañados causados por Uromycladium tepperianum, Cecidomyia acaciaelongifoliae y Schizoneura lanigera y en varias plantas y árboles, incluidos Malus domestica, Acacia dealbata y Acacia melanoxylon.